# Лисакув (Стальововольський повіт)
Лисакув (пол. Łysaków) — село в Польщі, у гміні Заклікув Стальововольського повіту Підкарпатського воєводства.
Населення — 227 осіб (2011).
У 1975-1998 роках село належало до Тарнобжезького воєводства.

## Демографія
Демографічна структура станом на 31 березня 2011 року:
|          | Загалом | Допрацездатний вік | Працездатний вік | Постпрацездатний вік |
| -------- | ------- | ------------------ | ---------------- | -------------------- |
| Чоловіки | 113     | 23                 | 78               | 12                   |
| Жінки    | 114     | 17                 | 68               | 29                   |
| Разом    | 227     | 40                 | 146              | 41                   |